# August Björzén
August Björzén, född 26 oktober 1842 i Grevbäcks församling, död 28 april 1922 i Tärna församling, var en svensk präst.
Björzén var son till torparen Johannes Larsson och Maria Jansdotter. Han blev student vid Uppsala universitet 1874, prästvigdes 1878, blev kapellpredikant i Tärna församling 1880 och blev kyrkoherde i Malå församling 1885. Björzén var gift två gånger.